# Elisabeth Shue
Elisabeth Judson Shue (Wilmington, 1963. október 6. –) amerikai színésznő.
Ismertebb filmjei közé tartozik a Karate kölyök (1984), az Egy bébiszitter kalandjai (1987), a Koktél (1988) a Vissza a jövőbe-filmek második és harmadik része (1989, 1990), a Las Vegas, végállomás (1995), Az Angyal (1997), az Árnyék nélkül (2000) és a Bosszúvágy (2018).
Szerepléseivel több díjat elnyert, a Las Vegas, végállomás című filmjéért egyebek mellett Oscar-, valamint Golden Globe- és BAFTA-díjakra jelölték.
A filmezés mellett televíziós sorozatokban is többször szerepelt. A CSI: A helyszínelők című drámasorozatban 2012 és 2015 között főszerepet alakított. A fiúk című szuperhős-sorozatban 2019–2020-ban szintén főszereplőként tűnt fel, míg a Cobra Kai harmadik évadjában ismét a  Karate kölyök-szereplőjét, Ali Millst formálta meg.

## Filmográfia

### Film
| Év   | Magyar cím                             | Eredeti cím                    | Szerep                       | Magyar hang        |
| ---- | -------------------------------------- | ------------------------------ | ---------------------------- | ------------------ |
| 1983 |                                        | Somewhere, Tomorrow            | Margie                       |                    |
| 1984 | Karate kölyök                          | The Karate Kid                 | Ali Mills                    | Kisfalvi Krisztina |
| 1984 | Karate kölyök                          | The Karate Kid                 | Ali Mills                    | Sánta Orsolya      |
| 1984 | Karate kölyök                          | The Karate Kid                 | Ali Mills                    | Csifó Dorina       |
| 1986 | Link, a majom                          | Link                           | Jane Chase                   |                    |
| 1987 | Egy bébiszitter kalandjai              | Adventures in Babysitting      | Chris Parker                 | Dudás Eszter       |
| 1988 | Koktél                                 | Cocktail                       | Jordan Mooney                | Hegyi Barbara      |
| 1989 | Vissza a jövőbe II.                    | Back to the Future Part II     | Jennifer Parker              | Földesi Judit      |
| 1989 | Vissza a jövőbe II.                    | Back to the Future Part II     | Jennifer Parker              | Kiss Virág         |
| 1990 | Vissza a jövőbe III.                   | Back to the Future Part III    | Jennifer Parker              | Fazekas Zsuzsa     |
| 1990 | Vissza a jövőbe III.                   | Back to the Future Part III    | Jennifer Parker              | Kiss Virág         |
| 1991 | Fogd a nőt és fuss!                    | The Marrying Man               | Adele Horner                 | Balogh Erika       |
| 1991 | Fogd a nőt és fuss!                    | The Marrying Man               | Adele Horner                 | Balázs Ágnes       |
| 1991 | Folytatásos forgatás                   | Soapdish                       | Lori Craven / "Angelique"    | Kiss Erika         |
| 1993 | A húszdolláros                         | Twenty Bucks                   | Emily Adams                  | Farkasinszky Edit  |
| 1993 | Lelkük rajta                           | Heart and Souls                | Anne                         | Balázs Ági         |
| 1994 | Más hullámhossz                        | Radio Inside                   | Natalie                      | Németh Borbála     |
| 1995 | Pusztító szenvedélyek                  | The Underneath                 | Susan Crenshaw               |                    |
| 1995 | Las Vegas, végállomás                  | Leaving Las Vegas              | Sera                         | Nagy-Kálózy Eszter |
| 1996 | Elektrosokk                            | The Trigger Effect             | Annie Kay                    | Timkó Eszter       |
| 1997 | Az Angyal                              | The Saint                      | Dr. Emma Russell             | Zakariás Éva       |
| 1997 | Agyament Harry                         | Deconstructing Harry           | Fay                          | Solecki Janka      |
| 1998 | Palmetto                               | Palmetto                       | Mrs. Donnelly / Rhea Malroux | Györgyi Anna       |
| 1998 | Angyalok városa                        | City of Angels                 | terhes nő (cameoszerep)      |                    |
| 1998 | Betti néni                             | Cousin Bette                   | Jenny Cadine                 | Kiss Erika         |
| 1999 | Molly, vár a világ                     | Molly                          | Molly McKay                  |                    |
| 2000 | Árnyék nélkül                          | Hollow Man                     | Linda McKay                  | Schell Judit       |
| 2000 | Árnyék nélkül                          | Hollow Man                     | Linda McKay                  | Horváth Lili       |
| 2002 | Örök kaland                            | Tuck Everlasting               | narrátor                     | Kovács Nóra        |
| 2004 | Titokzatos bőr                         | Mysterious Skin                | Mrs. McCormick               |                    |
| 2005 | Bújócska                               | Hide and Seek                  | Elizabeth Young              | Hámori Eszter      |
| 2005 | Az álmodó                              | Dreamer                        | Lilly Crane                  | Orosz Anna         |
| 2007 | Gracie                                 | Gracie                         | Lindsay Bowen                | Orosz Helga        |
| 2007 | Elsőszülött                            | First Born                     | Laura                        | Balogh Erika       |
| 2008 | Hamlet 2.                              | Hamlet 2                       | önmaga                       |                    |
| 2009 |                                        | Don McKay                      | Sonny                        |                    |
| 2010 | Piranha 3D                             | Piranha 3D                     | Julie Forester               | Kiss Eszter        |
| 2010 | Janie Jones                            | Janie Jones                    | Mary Ann Jones               | Orosz Anna         |
| 2010 |                                        | Waking Madison                 | Dr. Elizabeth Barnes         |                    |
| 2012 | Amit még mindig tudni akarsz a szexről | Hope Springs                   | Karen a pultos               | Zakariás Éva       |
| 2012 | Ház az utca végén                      | House at the End of the Street | Sarah Cassidy                | Söptei Andrea      |
| 2012 | Ház az utca végén                      | House at the End of the Street | Sarah Cassidy                | Orosz Anna         |
| 2012 | Mavericks – Ahol a hullámok születnek  | Chasing Mavericks              | Kristy Moriarity             | Zakariás Éva       |
| 2014 | Rossz kisfiú                           | Behaving Badly                 | Pamela Bender                | Zakariás Éva       |
| 2017 | A nemek harca                          | Battle of the Sexes            | Priscilla Wheelan            | Spilák Klára       |
| 2018 | Bosszúvágy                             | Death Wish                     | Lucy Kersey                  | Bertalan Ágnes     |
| 2020 | A Greyhound csatahajó                  | Greyhound                      | Eva Krause                   |                    |

### Televízió
| Év        | Magyar cím                     | Eredeti cím                            | Szerep                      | Megjegyzések                                            |
| --------- | ------------------------------ | -------------------------------------- | --------------------------- | ------------------------------------------------------- |
| 1982      |                                | The Royal Romance of Charles and Diana | Lynn Osborne                | tévéfilm                                                |
| 1984–1985 |                                | Call to Glory                          | Jackie Sarnac               | főszereplő (23 epizód)                                  |
| 1987      |                                | Wonderful World of Color               | Kathy Shelton               | 1 epizód                                                |
| 1992      |                                | The General Motors Playwrights Theater | Alice Adams                 | 1 epizód                                                |
| 1993      |                                | Dream On                               | Maura Barish                | 1 epizód                                                |
| 2001      | Amy és Isabel                  | Amy & Isabelle                         | Isabelle Goodrow            | tévéfilm                                                |
| 2009      | Félig üres                     | Curb Your Enthusiasm                   | Virginia                    | 2 epizód                                                |
| 2012      | Amerikai fater                 | American Dad!                          | Lacey Sole nyomozó (hangja) | 1 epizód                                                |
| 2012–2015 | CSI: A helyszínelők            | CSI: Crime Scene Investigation         | Julie Finlay                | - főszereplő (71 epizód) - magyar hangja: - Ősi Ildikó  |
| 2015      | Blunt Talk                     | Blunt Talk                             | Suzanne Mayview             | 1 epizód                                                |
| 2019–2020 | A fiúk                         | The Boys                               | Madelyn Stillwell           | - főszereplő (9 epizód) - magyar hangja: - Spilák Klára |
| 2019      |                                | Constance                              | Constance Young             | tévéfilm                                                |
| 2021      | Cobra Kai                      | Cobra Kai                              | Ali Mills                   | vendégszereplő (3. évad)                                |
| 2021      | A folyamatos összeomlás szélén | On the Verge                           | Anne                        | főszereplő                                              |
| 2022      | Super Pumped                   | Super Pumped                           | Bonnie Kalanick             | - főszereplő - magyar hangja: - Vándor Éva              |
| 2022      | A fiúk ördögi oldala           | The Boys Presents: Diabolical          | Madelyn Stillwell (hangja)  | 1 epizód                                                |
| 2023      | V generáció                    | Gen V                                  | Madelyn Stillwell           | - 1 epizód - magyar hangja: - Spilák Klára              |

## Díjak és jelölések
| Év   | Díj                                  | Kategória                                                                                  | Jelölt mű             | Eredmény |
| ---- | ------------------------------------ | ------------------------------------------------------------------------------------------ | --------------------- | -------- |
| 1984 | Young Artist Award                   | - legjobb fiatal női mellékszereplő - (mozifilm, musical, vígjáték, kalandfilm vagy dráma) | Karate kölyök         | Elnyerte |
| 1986 | Szaturnusz-díj                       | legjobb női főszereplő                                                                     | Link, a majom         | Jelölve  |
| 1995 | Awards Circuit Community Awards      | legjobb színésznő                                                                          | Las Vegas, végállomás | Elnyerte |
| 1995 | Independent Spirit Awards            | legjobb női főszereplő                                                                     | Las Vegas, végállomás | Elnyerte |
| 1995 | Los Angeles Film Critics Association | legjobb női főszereplő                                                                     | Las Vegas, végállomás | Elnyerte |
| 1995 | National Society of Film Critics     | legjobb női főszereplő                                                                     | Las Vegas, végállomás | Elnyerte |
| 1995 | Oscar-díj                            | legjobb női főszereplő                                                                     | Las Vegas, végállomás | Jelölve  |
| 1995 | BAFTA-díj                            | legjobb női főszereplő                                                                     | Las Vegas, végállomás | Jelölve  |
| 1995 | Golden Globe-díj                     | legjobb női főszereplő – filmdráma                                                         | Las Vegas, végállomás | Jelölve  |
| 1995 | Screen Actors Guild-díj              | legjobb női főszereplő                                                                     | Las Vegas, végállomás | Jelölve  |

## Fordítás
- Ez a szócikk részben vagy egészben  az   Elisabeth Shue című angol Wikipédia-szócikk ezen változatának fordításán alapul.  Az eredeti cikk szerkesztőit annak laptörténete sorolja fel. Ez a jelzés csupán a megfogalmazás eredetét és a szerzői jogokat jelzi, nem szolgál a cikkben szereplő információk forrásmegjelöléseként.